# Мркоци, Славко
Славко Франьевич Мркоци (серб. Славко Фрање Мркоци, хорв. Slavko Franje Mrkoci; 2 октября 1922, Познановац — 21 сентября 1943, Вараждинске-Топлице) — югославский кузнец, партизан Народно-освободительной войны, Народный герой Югославии. Один из представителей семьи Мркоци, все члены которой сражались в годы войны против немецко-фашистских захватчиков.

## Биография

### Семья
Отец Франьо — работник железной дороги и мелкий землевладелец. В семье были сестра Тонка и братья Степан и Марко (последний стал также Народным героем Югославии). Всего в семье было семеро детей.

### Ранние годы
Славко Мркоци родился 2 октября 1922 в Познановце (Хорватское Загорье) в бедной семье. Окончил школу в родном селе, устроился работать кузнецом. В 1934 году в Лугу-Познановечком встретился с представителями Компартии, которые только-только основали свою ячейку в Хорватском Загорье. Партийные деятели завоевали доверие членов Объединённого рабочего союза синдикатов Югославии, особенно работников кирпичного завода «Загорка» в Бедековчине и кожевенной фабрики в Познановце. Вскоре Славко стал активно сотрудничать с коммунистами и в 1941 году был принят в Союз коммунистической молодёжи Югославии.

### Начало войны
В начале войны Славко начал готовить вооружённое выступление, закупая оружие и вооружая партизан. В августе 1941 года в Дубравском лесу близ Познановца появился первый небольшой отряд из пятнадцати партизан, в числе которых был и Славко. Ещё четырнадцать членов СКМЮ в октябре 1942 года прибыли в Калникский партизанский отряд — именно так назывался отряд Славко. Они несли службу в Загорской ударной роте, а Славко командовал этой ротой. Он считался одним из лучших стрелков и диверсантов отряда, умело обращаясь с лёгким и тяжёлым стрелковым оружием, а также гранатами и бомбами.

### Дальнейшая служба и гибель
Загорская ударная рота действовала на территории Хорватского Загорья, оказывая большое влияние на партизанское движение в Хорватии. Как командир роты, Славко организовывал многочисленные диверсии и привлекал новых добровольцев. Рота получала задания из штаба Калникского отряда. Последнее такое задание для Славко заключалось в атаке на Вараждинске-Топлице, где засели усташские легионеры и солдаты домобранства. 21 сентября 1943 Славко вступил в бой: неприятель оказал упорное сопротивление, и в конце концов дело дошло до рукопашной схватки. Славко закидывал противника бомбами и гранатами, но и сам погиб от взрыва вражеской гранаты.
Указом Президиума Народной Скущины ФНРЮ от 9 мая 1952 Славко Мркоци был посмертно награждён орденом и званием Народного героя Югославии.